# طعنه‌آمیز (ترانه)
«طعنه‌آمیز» (به انگلیسی: Ironic) تک‌آهنگی از آلانیس موریست است که در سال ۱۹۹۶ میلادی منتشر شد.
این تک‌آهنگ در چارت‌های استرالیا، والونیا، فلاندرز، نیوزلند، نروژ جزو ده ترانه اول قرار گرفت.